# Hermann Memmel
 Hermann Memmel  (* 7. Mai 1939 in München; † 12. April 2019) war ein deutscher Politiker der SPD. Von 1994 bis 2008 war er Mitglied des Bayerischen Landtags und von 1972 bis 2002 ehrenamtlicher Münchner Stadtrat, vorher war er sechs Jahre im Bezirksausschuss (Stadtbezirks-Gremium).

## Familie und Beruf
Memmel war der Sohn des Gastwirts-Ehepaares Oskar und Gertrud Memmel. Er machte eine Ausbildung im graphischen Gewerbe, anschließend eine Fortbildung zum Versicherungskaufmann. Er war 25 Jahre Geschäftsführender Gesellschafter der VKM-Versicherungskontor GmbH München. Er war verheiratet und hatte zwei Söhne sowie sechs Enkelkinder.

## Politik
Memmel wurde 1959 Mitglied der SPD und war fast 30 Jahre bis 2000 Vorsitzender des Kreisverbandes München 9 (Ramersdorf-Perlach, Trudering-Riem). 2008 wählten ihn die SPD-Mitglieder zum Ehrenvorsitzenden.
Von 1972 bis 2002 war er ehrenamtlicher Stadtrat von München. Er war stellvertretender SPD-Fraktionsvorsitzender und Fraktionssprecher für Wirtschaft und Sport. 1973 stellte er als Münchner Stadtrat den Antrag die Messe auf das Flughafengelände zu verlegen.
Von 1994 bis 2008 war er Mitglied im Bayerischen Landtag. Dort saß er den Ausschüssen für Bildung, Wirtschaft und zuletzt für Bundes- und Europaangelegenheiten. Durch sein Mandat war er Mitglied im Landessportbeirat und Landesseniorenrat.

## Weitere Mitgliedschaften
Memmel war Mitglied in zahlreichen Vereinen und Verbänden.
- Verwaltungsbeirat für das Münchner Oktoberfest. Diese Aktivitäten führten dazu, dass er in der  Öffentlichkeit bald die Bezeichnung „Wiesn-Stadtrat“ erhielt. Die Berufsorganisatoren ernannten ihn zum "Ehrenschausteller" und „Oktoberfest-Ehrenrat“.
- Vorsitzender der Münchner-Schausteller-Stiftung. Hier ergriff er die Initiative für die Jubiläumsveranstaltung 200 Jahre Münchner Oktoberfest. Daraus entstand auch durch ihn die Oide Wiesn.
- 24 Jahre lang Mitglied im Aufsichtsrat der Münchner Messe Gesellschaft (MMG)
- Stiftungsratsvorsitzender der Thomas-Wimmer-Stiftung
- Gründungsvorsitzender der Freunde des Deutschen Theater
- Mitglied des Verwaltungsbeirates des FC Bayern München
- Vorstand der Vereinigung ehemaliger Abgeordneten des Bayerischen Landtages
- Beiratsvorsitzender des Festrings München e.V.

## Ehrungen und Auszeichnungen
- Bayerischer Verdienstorden
- Verdienstorden der Bundesrepublik Deutschland am Bande
- München leuchtet, Medaille der Landeshauptstadt München
- Goldene Bürgermedaille der Landeshauptstadt München
- Goldener Ehrenring der Stadt München für Verdienste um den Sport der Landeshauptstadt München
- Kommunale Verdienstmedaille (2004)
- Bayerische Verfassungsmedaille (2007)
- Georg von Vollmar Medaille, die höchste Auszeichnung der SPD Bayern
- Goldene Messe-Medaille der Münchner Messe Gesellschaft (MMG)
- Verbands-Auszeichnung des Bayerischen Hotel- und Gaststättenverbandes
- Ehrenmitglied vom SV Gartenstadt Trudering, SV Schwarz Weiss, FC Perlach, FC Phönix, Bürgerhausverein Trudering, Trachtenverein D'Lustinga Isartaler und der Arbeiterwohlfahrt (AWO)
- Ehrenvorsitzender des Fördervereins Festring Trudering und vom SV Waldperlach.
- Ehrensenator der Narrhalla München
- Goldener Ehrenhelmträger der Damischen Ritter vom Turmfalken e. V.
- Goldene Ehrenmütze der Fidelen Bröhler Falkenjäger